# Stahlnetz: Das Alibi
Das Alibi  ist der 8. Kriminalfilm der Fernsehreihe Stahlnetz. Die deutsche Erstausstrahlung erfolgte am 12. Juni 1959 im Ersten Programm der ARD.

## Handlung
Maria Krützfeldt wird nachts gegen 1 Uhr 30 in ihrer Wohnung in Dortmund erschossen. Das unter ihr wohnende Ehepaar Butenschön sagt aus, Frau Krützfeldt ganz deutlich den Namen „Hans“ schreien gehört zu haben. Danach hätten sie einen Mann aus dem Haus laufen sehen, den sie als den Ehemann Hans Krützfeldt erkannt haben wollen. Kurz nach der Tat kommt Krützfeldt von einer Tour durch Nachtbars nach Hause und kann für den Abend ein lückenloses Alibi vorweisen. Kommissar Iversen und Obersekretär Nehr überprüfen dieses Alibi und stellen fest, dass Krützfeldts Angaben zwar stimmen, er sich aber überall so auffällig benommen hat, dass man sich einfach an ihn erinnern muss. Das Ehepaar Butenschön muss sich also geirrt haben und Iversen sieht keine Grundlage für die Verhaftung Krützfeldts. Einziger vager Anhaltspunkt bleibt ein Taschentuch, das am Tatort gefunden wurde.
Die Beamten fahren nach Utrecht, wo die Schwester von Krützfeldt lebt. Sie kann aber kaum Licht in die Angelegenheit bringen, ebenso wenig wie die Mutter, die seit Beginn der 1930er-Jahre bereits in den Niederlanden lebt. Allerdings hat sie der Ermordeten näher gestanden als ihrem Sohn, da dieser einmal versucht habe, sie zu töten. Krützfeldt soll von einem Freund, Robert Kries, vor einiger Zeit eine Waffe erhalten haben, doch zurück in Deutschland sagt Kries bei der Befragung aus, dass er die Waffe von Maria Krützfeldt zurückerhalten habe, da sie nicht wollte, dass ihr Mann eine besitze. Danach sei sie ihm „weggekommen“. Auffällig ist, dass es sich sowohl bei der Waffe von Kries als auch bei der Mordwaffe um eine Mauser Kaliber 7,65 handelt. 
Bei einer Durchsuchung der Wohnung Krützfeldts finden die Beamten diverse unbezahlte Rechnungen, aber auch eine Lebensversicherung über 10.000 D-Mark auf den Tod der Ermordeten, deren Prämien allerdings immer pünktlich bezahlt worden sind. Iversen ahnt nun das Tatmotiv, gemeinsam besuchen er und Nehr zusammen mit Krützfeldt noch einmal sämtliche Etablissements, die dieser am Tatabend besucht hatte. Wieder werden seine Alibis bestätigt, doch in einem Lokal erinnert sich eine Angestellte, dass Krützfeldt mit einem anderen Mann dort gewesen sei, den sie auch beschreiben kann. Krützfeldt bestreitet dies vehement. Zurück im Präsidium erklärt ihm Iversen, dass, wenn sich die Angestellte an zwei Männer erinnert, er aber behaupte, alleine dort gewesen zu sein, sein Alibi hinfällig sei. Schließlich kann ihm Iversen den Namen Hans Bols entlocken. Krützfeldt hatte seinen Freund Bols angestiftet, seine Frau zu ermorden, während er auf Kneipentour war. Da Frau Krützfeldt Bols offenbar ebenfalls gut kannte, nannte sie ihn Hans. Durch einen Trick kann Iversen Bols‘ ahnungslose Mutter dazu bringen, das in der Tatnacht gefundene Taschentuch als das ihres Sohnes zu identifizieren.

## Sonstiges
F.-Dieter Bartels schuf die Bauten für diese Folge, in der der Serientitel wie so häufig nicht genannt wurde. Wie üblich fungierte der leitende Kommissar, in diesem Fall Herbert Tiede als Kommissar Iversen, als Off-Sprecher. 
Das Alibi ist in einer 2013 erschienenen DVD-Box mit sämtlichen Stahlnetz-Folgen enthalten.

## Kritiken
Der Televisor befand seinerzeit: 

„Durchweg gelungen, spannend, logisch, pointiert war Jürgen Rolands neue Stahlnetz-Folge „Das Alibi“. Günter Haase war der Kameramann. Er hatte meisterhafte Arbeit geleistet. Man sollte sich seinen Namen merken, genau wie man künftig die Namen der Stümper festhalten sollte, die so häufig am Werke sind. Eine Freude auch die Bildschärfe und Bildtiefe des auf Normalfilm aufgenommenen Kriminalberichts.“